# Islom Tukhtakhodjaev
Islom Tukhtakhodjaev (30 de outubro de 1989) é um futebolista profissional usbeque que atua como defensor.

## Carreira
Islom Tukhtakhodjaev representou a Seleção Usbeque de Futebol na Copa da Ásia de 2015.